# Arthur Middleton
Arthur Middleton (1742 – 1787) fou un dels signants de la Declaració d'Independència dels Estats Units.

## Primers anys
Era fill de Henry Middleton i Mary Baker Williams, ambdós d'ascendència anglesa. Va ser educat a la Gran Bretanya, a Harrow School, Westminster School, i Trinity Hall, Cambridge. Va estudiar dret al Middle Temple i va viatjar arreu d'Europa, on va desenvolupar i refinar el seu gust per la literatura, la música i l'art. El 1764, Arthur i la seva esposa Mary Izard es van establir a Middleton Place.

## Vida política
Profundament interessat per la política de Carolina, Middleton va ser un pensador més radical que el seu pare, Henry Middleton. Va ser un dirigent del Partit Americà a Carolina i un dels membres més atrevits del Consell de Seguretat i el seu Comitè Secret. El 1776, Arthur va ser elegit per succeir el seu pare al Congrés Continental i subsegüentment fou un dels signants de la Declaració d'Independència dels Estats Units. També l'any 1776, ell i William Henry Drayton va dissenyar el Gran Segell de Carolina del Sud. Malgrat el temps que va estar a Anglaterra, la seva actitud cap als lleialistes es deia que era despiadada.
Durant la Guerra d'Independència, Middleton va servir a la defensa de Charleston. Després de la caiguda de la ciutat en mans dels britànics el 1780, va ser enviat com a presoner de guerra a Saint Augustine, Florida (juntament amb Edward Rutledge i Thomas Hayward Jr.), fins que va ser intercanviat al juliol de l'any següent.

## Mort

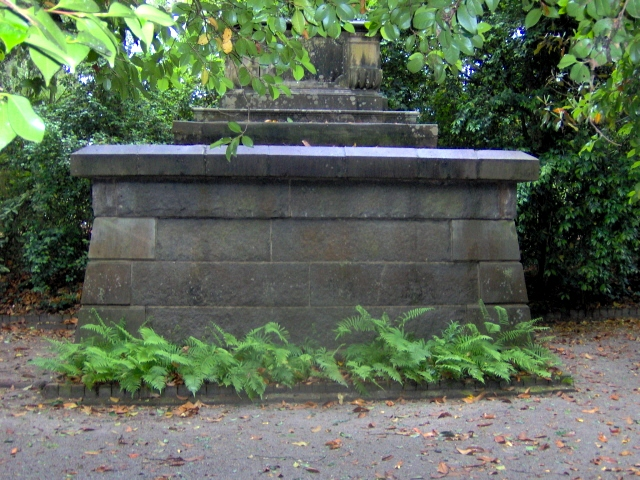
Tomba d'Arthur Middleton a Middleton Place

Middleton va morir l'1 de gener de 1787 a l'edat de 44 anys i va ser enterrat a la tomba familiar als Jardins a Middleton Lloc. L'obituari de la Gaseta Estatal de Del sud-Carolina (SC), el 4 de gener, el va descriure com un "pare i marit tendre, mestre humà, patriota ferm i constant, el senyor i l'erudit."

## Llegat
La plantació després va passar al seu fill gran Henry, més tard governador de Carolina del Sud, representant i ambaixador dels EUA a Rússia.
La seva germana, Susannah Middleton, va ser la rebesàvia de Baldur von Schirach, antic líder de les Joventuts Hitlerianes i més tard governador ("Gauleiter" o "Reichsstatthalter") de Viena, que va ser condemnat per "crims contra la humanitat" en els Judicis de Nuremberg, a través de la mare de Baldur von Schirach Emma Middleton Lynah Tillou (1872–1944).
També va ser avantpassat de l'actor Charles B. Middleton, que va interpretar Ming el Despietat en les pel·lícules de Flash Gordon de la dècada de 1930.
El vaixell de l'Armada dels Estats Units, USS Arthur Middleton (AP-55/APA-25), porta el seu nom.